# Bộ Cánh viền
Bộ Cánh viền (Thysanoptera) là một bộ côn trùng bao gồm các loài có thân thanh mảnh, nhỏ với cánh có các viền. Tên khoa học có nguồn gốc từ tiếng Hy Lạp thysanos (viền) + pteron (cánh)). Các tên gọi thông thường là bọ trĩ hay ruồi bắp. Các loài này ăn các loài thực vật và động vật bằng cách hút các chất bên trong chúng. Phần lớn các loài trong bộ này là loài gây hại, vì chúng ăn các loài thực vật có giá trị kinh tế. Một số loài ăn các loài côn trùng khác hoặc ve bét và được xem là có ích, trong khi đó, một số loài ăn bào tử nấm hoặc bào tử phấn hoa. Có khoảng 5.000 loài đã được miêu tả. Chúng dài khoảng dưới 1 mm và không bay giỏi, mặc dù chúng có thể được gió mang đi một khoảng cách xa.

## Tiến hóa và phân loại
Thysanoptera được mô tả đầu tiên năm 1744 là một chi có tên Physapus theo De Geer, và sau đó được Linnaeus đổi tên thành Thrips năm 1758. Năm 1836, Haliday nâng chi này thành bộ, và đổ tên chúng thành Thysanoptera. Hiện có hơn 6000 loài trong bộ này được công nhận, được xếp vào 776 chi và 58 chi hóa thạch.
Các hóa thạch sớm nhất của các loài trong bộ này có từ kỷ Permi (Permothrips longipennis Martynov, 1935). Cho đến Creta sớm, các loài Thysanoptera thực sự trở nên phong phú hơn. Họ còn sinh tồn Merothripidae có nhiều điểm tương đồng với tổ tiên của chúng Thysanoptera, và có thể là nhánh cơ sở của bộ này.
Các họ được công nhận trong bộ này gồm (2006):
- Phân bộ Terebrantia

- Adiheterothripidae Shumsher, 1946 (11 chi)
- Aeolothripidae Uzel, 1895 (29 chi)
- Fauriellidae Priesner, 1949 (4 chi)
- †Hemithripidae Bagnall, 1923 (1 chi hóa thạch, Hemithrips với 15 loài)
- Heterothripidae Bagnall, 1912 (7 chi)
- † Jezzinothripidae zur Strassen, 1973 (xem thêm Merothripidae)
- †Karataothripidae Sharov, 1972 (1 loài hóa thạch, Karataothrips jurassicus)
- Melanthripidae Bagnall, 1913 (6 chi)
- Merothripidae Hood, 1914 (5 chi)
- † Scudderothripidae zur Strassen, 1973 (xem thêm Stenurothripidae)
- Thripidae Stevens, 1829 (292 chi trong 4 phân họ)
- † Triassothripidae Grimaldi & Shmakov, 2004 (2 chi hóa thạch)
- Uzelothripidae Hood, 1952 (1 loài, Uzelothrips scabrosus)

- Phân bộ Tubulifera

- Phlaeothripidae (447 chi trong 2 phân họ)